# ピアット (テレビ番組)
『ピアット』は、2003年3月31日から2007年9月28日まで中京テレビで放送されていた料理番組である。全1101回。ハイビジョン制作、字幕放送、番組連動データ放送を実施。放送時間は毎週月曜 - 金曜 11:45 - 12:00 （日本標準時）。

## 概要

### 番組の概要
俳優の別所哲也が家庭で簡単にできるさまざまな料理を紹介し、それらをスタジオで実際に作ってみせていた番組である。番組タイトルの "piatto" とはイタリア語で「皿」を意味する言葉で、「一枚の皿から創り出すご馳走の紹介」を番組のコンセプトにしていた。タイトルはイタリア語であるが紹介料理のジャンルは幅広く、本格的なイタリアンからイタリアン風にアレンジした丼料理、さらには朝鮮料理からタイ料理まで作ってみせていた。2003年8月14日放送分では、名古屋発祥の台湾ラーメン作りに挑戦していた。
番組のラストでは、毎回コーセーの基礎化粧品などが当たる視聴者プレゼントの告知を行っていた。2003年5月5日放送分から2004年7月16日放送分までは、各回で作った料理の出来について別所自身が採点する「別所のダメ出し」や、作った料理の味見を番組スタッフにさせる「スタッフの味見」などのミニコーナーも擁していた。

### 他局での放送
この番組は、2006年4月10日から同年10月6日までBS日テレでも放送されていた。これにより、半年間だけではあったが全国での視聴が可能になった。また、台湾の国興衛視（国興テレビ）でも『美味料理一級棒』というタイトルで放送されていた。BS日テレでの放送時間は毎週月曜 - 金曜 8:15 - 8:30、中京テレビの1週間遅れで放送。最後の週のみ7:45 - 8:00に放送。

## 出演者

### メインシェフ
- 別所哲也（2003年3月31日 - 2007年9月28日） - 番組スタート時の別所は料理経験が皆無で、目玉焼きすら作ったことがなかったという[7]。

### アシスタント
いずれも中京テレビのアナウンサー（後に離職した人物も含む）。
- 板谷学（2003年3月31日 - 2004年10月1日） - アナウンス部から社会情報部へ異動してからは、ADとの兼務という形で出演していた。
- 尾原秀三（2004年10月4日 - 2006年3月31日）
- 恩田千佐子（2006年4月3日 - 2007年9月28日） - 本番組出演前までは土曜昼の料理番組『作ろう!食べよう!わんぱくドリーム』に出演していた。

## 販売物

### 関連書籍
ぴあ株式会社中部支局より、この番組が紹介したレシピをまとめたムックが出版された。
- PIATTO 別所哲也のまいにちかんたん88レシピ（2004年5月、ISBN 4-89215-893-3）
- PIATTO 2 別所哲也のかんたんおいしい100レシピ（2005年4月、ISBN 4-8356-0811-9）

### その他
中京テレビの番組グッズ取扱店・Chu!SHOPでは、一時期この番組のオリジナルエプロンが販売されていた。